# 로카산펠리체
로카산펠리체(이탈리아어: Rocca San Felice)는 이탈리아 캄파니아주 아벨리노도의 코무네다.